# Murong Hong
Murong Hong (慕容泓) (? -384.) bio je osnivač kineske/Xianbei države Zapadni Yan. Bio je sin Murong Juna, cara države   Raniji Yan i mlađi brat cara Murong Weija. Kada je godine 370. državu Raniji Yan porazila i pokorila država Raniji Qin, kao i niz drugih članova vladarske porodice je prešao u njenu službu. Godine 384. je služio kao sekretar guvernera provincije Beidi (današnji Tongchuan u Shaanxiju); nakon velikog poraza države Raniji Qin u na rijeci Fei prethodne godine se odlučio pobuniti protiv njenog cara Fu Jiāna. Istovremeno je ustanak podigao i njegov mlađi brat Murong Chong koji se kasnije priključio njegovim snagama. Vojska pobunjenih Xianbeija je tada krenula na prijestolnicu Chang'an tražeći od Fu Jiana da pusti njegovog zarobljenog brata Murong Weija. Kada je Fu Jian to odbio, Murong Hong se proglasio novim carem označivši tako stvaranje nove države. Međutim, njegov strateg Gao Gai (高蓋)  je držao da Murong Hong nema vladarske sposobnosti te ga je ubio kako bi na vlast doveo Murong Chonga.